# ترانزميشن
ترانزميشن (بالإنجليزية: Transmission)‏ هو برنامج بت تورنت متعدد المنصات، حر ومرخص وفق رخصة جنو العمومية (GNU GPL) وبعض أجزاءه مرخصة وفق رخصة إم أي تي.

## ميزات
يسمح ترانزميشن للمستخدمين بتحميل الملفات من عدة نظراء على الإنترنت ورفع ملفاتهم الخاصة. من خلال إضافة ملفات التورنت إلى واجهة المستخدم، يمكن للمستخدمين إنشاء طابور من الملفات ليتم تحميلها ورفعها.ضمن قائمة ملف يمكن للمستخدمين تخصيص تحميلاتهم لكل ملف على حدا. أيضاً يقوم ترانزميشن بالنشر بشكل تلقائي لمشاركة المحتوى الذي تم تحميله.
يسمح ترانزميشن بتخصيص الأولوية لتحميل الملفات في التورنت، لتحديد أي المفات يتم تحميلها أولاً. ويدعم الروابط المغناطيسية وتشفير الاتصال. يسمح بإنشاء ملف التورنت وتكامل تبادل النظراء مع فيوز ويوتورنت. يتضمن البرنامج خادم ويب مما يسمح بالتحكم به عن بعد من خلال متصفح الإنترنت. وأيضاً يدعم تعيين المنفذ تلقائياً باستخدام UPnP/NAT-PMP، وعمل كاش للنظراء وقائمة سوداء للنظراء السيئين وتحديد الباندويث خلال وقت محدد في اليوم ولديه دعم جزئي لبروتوكول IPv6. ويتيح الاتصال مع عدة متتبعين في نفس الوقت واكتشاف النظراء المحليين ‏  وMicro Transport Protocol (µTP), وUDP tracker. لا يدعم الاشتراك المباشر في خلاصات آر إس إس التي تحتوي ملفات تورنت للتنزيل التلقائي لكن يوجد إضافة من طرف ثالث تتيح هذه الميزة.

## الاستخدام
ترانزميشن هو البرنامج الافتراضي للبت تورنت على العديد من توزيعات لينكس ويونكس، بما فيها Joli OS، أوبن سولاريس, أوبونتو, ماندريفا لينكس, لينكس مينت, فيدورا, بوبي لينكس, كرانشبانج لينكس, Zenwalk, أوبن سوزي بواجهة جنوم.
تسوق فونيرا راوتراتها ومثبت عليها ترانزميشن بشكل مسبق.
أشاد بول هوجيس محرر سي نت بالبرنامج «لبساطته وخفته وميزاته» وفي أبريل 2017 صنف كثالث أفضل برنامج للتورنت على نظام ماك على موقع سي نت.

## وصلات خارجية
- ترانزميشن على موقع Open Hub (الإنجليزية)
- ترانزميشن على موقع Free Software Directory (الإنجليزية)
- ترانزميشن على موقع Framasoft (الفرنسية)
- الموقع الرسمي
- Transmission Daemon for Windows